# Râul Beu
Râul Beu sau Râul Beiu este un curs de apă, afluent al râului Nera. 